# فريق الرجال الزرق
فريق رجال زرق
هي شركة فنون أداء أمريكية تأسست في 1987، اشتهرت بمنتجاتها المسرحية التي تضم أنواعًا عديدة من الموسيقى والفن، الشعبي وغير المعروف. فنانو المسرح، المعرفون باسم الرجال الزرق، يرسمون بشرتهم باللون الازرق، وتكون صامته اثناء العروض، ودائمًا ما تظهر في مجموعة ثلاثة.
وصلت الشركة عروضها في برلين وبوستن وشيكاغو ولاس فيغاس ومدينة نيويورك. يوظف الإنتاج النموذجي من سبعة إلى تسعة رجال زرق بدوام كامل يختارونهم عن طريق الاختبار. بالإضافة إلى عروضهم المسرحية، قامت مجموعة الرجل الازرق بجولة على الصعيدين الوطني والدولي، وظهرت على البرامج التلفزيونية شخصيات وممثلين، واصدرت ألبومات استوديو متعددة، وساهمت في عدد من الافلام، وادت مع فرق أوركسترا في جميع أنحاء الولايات المتحدة.

## تاريخ
نمت مجموعة الرجل الازرق من تعاون ثلاثة اصدقاء مقربين، كريس وينك ومات غولدمان وفيل ستانتون، في شرق مانهاتن السفلي في 1987. كان أول ظهور علني لها هو الاحتفال بنهاية الثمانيات. ارتدوا الثلاثة اقنعة زرقاء وقادوا مسيرة في الشارع التي تضمنت حرق قطعة دمية رامبو من برلين. إم تي في كورت لورد، الذي غطى الحدث، لفت الانتباه إلى الرجل الأزرق الغريب ومابدأ «اضطرابات» مبدعة في شوارع المدينة، أصبحت سلسلة من العروض الصغيرة في وسط المدينة في النوادي، وفي نهاية الاداء الكامل في مسرح استور بليس في1991.
في تموز 2017، اشترت شركة سيرك دو سولاي مجموعة الرجل الازرق، واعلنت انها ستوسع المفهوم.

## موسيقى وجولات
في 1999، اصدرت الفرقة الصوت، أول تسجيل استوديو لها. على الرغم من انها احتوت على بعض الموسيقى من إنتاجهم المسرحي، إلا إنها كانت اساسا مجموعة من الآلات كاملة الطول تضم الات جديدة.
في 2002، شارك الفريق في جولة موبا2، مما يعطي اداء أكثر توهجًا للصخور من البرامج الثابتة. ظهرت الاغاني التي وضعت خلال هذه الجولة على البوم 2003 المجمع.
على عكس الصوت، ظهرت مجموعة منوعة من المغنيين والضيوف، بما في ذلك تريسي بونهام، وديف ماثيوز، وغافين روسديل وفينوس هام. أنتجت الاغنية جولتها الخاصة في 2003، «جولة الروك المعقدة»، وهي أول جولة تصورها مجموعة الرجل الازرق، قامت الجولة بتفكيك تجربة حفلات الروك التقليدية إلى أجزائها المتباعدة في كثير من الاحيان وتأريخها في إصدار دي في دي 2004، ظهرت في الجولة تريسي بونهام وفينوس هام أعمال داعمة. احتوى الدي في دي على مزيج من الصوت المحيطي لبعض تسجيلات الاستوديو.
أطلقت مجموعة الرجل الأزرق جولتها الثانية «كيف تكون ماجستر» في 26 سبتمبر 2006. ظهرت بعض المواد الجديدة بالإضافة إلى مواد من جولة كومبكس روك الأصلية، وظهرت تريسي بونهام مغنية أفتتاحية. كان دي جي/في جي مايك ريم العرض الافتتاحي للجولة الثانية، والتي انتهت في 22 أبريل2007 في ويلكس باري، بنسلفانيا. وبدأت المرحلة الثالثة من الجولة في أيار 2007 وتضمنت عروضًا في مكسيكو، وغوادالاخارا، ومونتيرى المكسيك؛ بوينس آيرس الأرجنتين، ساو باولو وريو دي جانيرو، والبرازيل، وسانتياغو، تشيلي.
باستخدام ”2.1“ في المرحلة الرابعة في عنوانها، شملت المزيد من تواريخ الولايات المتحدة وكندا. زارت الجولة فرنسا وكوريا وكندا وألمانيا وعدد قليل من الدول الأوروبية الأخرى خلال 2008. في الفترة من 19 إلى 23 أغسطس، زار تايبيه، تايوان للترويج لألعاب ديفلومبياد الصيفية 2009، مع معظم الحوار في المعرض مصحوبًا بترجمة. بعد أن ضرب إعصار موراكوت الجزيرة في منتصف أغسطس، عقدت المجموعة عرضًا إضافيًا لصالح ضحايا الفيضانات.

## مواضيع
تتضمن عروض ”الرجل الازرق‟ عدد من المواضيع:
العلوم والتكنولوجيا، وخاصةً مواضيع السباكة، الفراكتلات، البصر البشري، دي أن أي، والانترنت.
التحميل الزائد للمعلومات وتلوث المعلومات، على سبيل المثال عندما يُطلب من الجمهور اختيار واحد من ثلاثة تدفقات متزامنة من المعلومات لقراءتها.
البراءة، كما هو الحال عندما يبدو الرجال الزرق متفاجئين ومرتبكين بالتحف الشائعة للمجتمع الحديث أو بردود فعل الجمهور.